# Silue Lue
Silue Lue is een bestuurslaag in het regentschap Deli Serdang van de provincie Noord-Sumatra, Indonesië. Silue Lue telt 57 inwoners (volkstelling 2010).